# ایمانول ساریگی
ایمانول ساریگی (انگلیسی: Imanol Sarriegi؛ زادهٔ ۲۷ آوریل ۱۹۹۵) بازیکن فوتبال اهل اسپانیا است.
از باشگاه‌هایی که در آن بازی کرده‌است می‌توان به باشگاه فوتبال ایبار اشاره کرد.